# Terence Trent D'Arby
Terence Trent Howard (Nueva York, 15 de marzo de 1962) es un cantante y compositor estadounidense de amplios géneros musicales, muy popular entre los años 80 y mediados de los 90.
Alcanzó la fama con su nombre artístico, Terence Trent D'Arby, tomado de su nombre de nacimiento, a finales de los años 80, conjugando sus fuertes influencias Soul con una creativa experimentación que incluía géneros como el Funk, el Hard rock o el Rock, así como el Pop, o matices de Psicodelia, todo ello teñido por un halo de misticismo y predominancia de un registro vocal con una fuerte influencia de Sam Cooke, así como autoproduciendo sus trabajos e interpretando la mayor parte de los instrumentos.
D'Arby cambió legalmente su nombre por el de Sananda Maitreya a finales de los década de los 90, tras una crisis personal y espiritual.

## Trayectoria artística

### Inicios
Terence Trent D'Arby, conocido en su juventud como Terry Darby, nace en el barrio neoyorquino de Manhattan; proveniente de una familia de seis hijos, su padre adoptivo era un sacerdote que había sido anteriormente guitarrista y admirador de Little Richard y Elvis Presley, y su madre, una cantante muy respetada en el mundo del Gospel; en su casa solamente se escuchaba música sacra, algo contra lo que el joven Terence se rebeló, escuchando bajo las sábanas de su cama a Marvin Gaye o los Rolling Stones con un pequeño radio a transistores.
La familia se traslada a Florida, luego a Chicago y finalmente a Nueva Jersey, donde se gradúa en Periodismo por la DeLand High School y se aficiona a la práctica del Boxeo; tras ello, y en 1980, se alista en el ejército estadounidense; sirvió en el mismo regimiento en el que Elvis Presley, estuvo años antes en Alemania, y acabó siendo expulsado del ejército. 
En Alemania, colabora como cantante y compositor con el grupo de Soul-funk The Touch, que publicó un álbum titulado Love On Time (1984); el disco se reeditó en 1989 con el título de Early Works tras el éxito de Terence como solista. En 1986 se mudó a Londres, donde se unió temporalmente a la banda The Bojangles, y tras ese paréntesis, firma un contrato con la discográfica Columbia, tras despertar su atención a causa de su registro vocal, que oscila desde la intensidad de un Soul poderoso a la más delicada intimidad.

### Como Terence Trent D'Arby
Su disco debut, Introducing the Hardline According to Terence Trent D'Arby, publicado en 1987, se convirtió en su mayor éxito comercial. El álbum contenía temas que se convirtieron en mega-éxitos del momento, como "If You Let Me Stay", "Wishing Well", "Dance Little Sister", y "Sign Your Name", este último un éxito que todavía se escucha en multitud de radiofórmulas de todo el mundo; el disco sobrepasó el millón de copias vendidas en los tres primeros días de su publicación y sus ventas se elevaron a los 12 millones, convirtiéndolo en el tercer debut más vendido de todos los tiempos. 
El semanario musical New Musical Express lo corona como el nuevo "Príncipe del Pop"; el disco le valió a D'Arby un Grammy, concedido en marzo de 1988 en la categoría de mejor interpretación vocal masculina de R&B. Ese mismo año ganó un premio Soul Train al mejor nuevo artista.
Tras la gira del álbum, publica el sencillo "Birth Of Maudie", bajo un pseudónimo: "The Incredible E.G. O'Reilly"; a ello seguiría su siguiente entrega de larga duración, Neither Fish Nor Flesh: A Soundtrack of Love, Faith, Hope & Destruction (1989).   
El álbum tenía un tono marcadamente más ecléctico, además de oscuro y experimental que su debut; la temática giraría, como el propio título del disco aclara, en torno al amor, la fe, la esperanza y la destrucción; se extrajeron de él tres singles: "This Side Of Love", "To Know Someone Deeply Is To Know Someone Softly" y "Billy Don't Fall".
El álbum supuso un pequeño fracaso comercial, además de cosechar ciertas críticas negativas; sin embargo, un sector de la crítica, alabó su calidad compositiva y su afán experimentador y D'Arby se fue ganando un sector de público que apreciaba su carácter místico y a la par iconoclasta, así como sus inquietudes estilísticas. Sus ventas llegaron a los dos millones de copias.
En 1991, Terence publica un sencillo con una versión funk del tema de Bob Dylan "It's Alright Ma (I'm Only Bleeding)". Terence se toma un largo descanso y se establece en Los Ángeles, donde construye su propio estudio, el Hummingbird Monasteryo, en el que graba unos 50 temas de los que se acabaría extrayendo el material de su tercer disco, publicado en la primavera de 1993; Symphony or Damn: Exploring the Tension Inside the Sweetness (1993).
El disco, que llegaba en pleno auge del Rock Alternativo y el Grunge, introdujo a D'Arby en la escena de los 90, una década en la que la experimentación estaba a la orden del día. El trabajo, que incidía en muchos de los aspectos de su antecesor, fue calificado de ambicioso y experimental; incluía una influencia más acusada del Rock and roll, y llegaba en un momento favorable para la propuesta que representaba; cosechó críticas positivas y sus singles tuvieron una gran repercusión en las radiofórmulas. 
Así, se suceden temas como "She Kissed Me", (un tema construido con potentes guitarras de rock), y "Do You Love Me Like You Say", (un frenético ritmo funkie combinado con guitarras roqueras y sonidos experimentales), se cuentan entre sus clásicos, y junto con la balada "Delicate", que incluía un dueto con Des'ree, son todavía reproducidos en las radios de todo el mundo.                  
Más tarde declararía "Puede que mi talento extravagante fuera incomprendido en la gira mundial que le siguió, que duró 7 meses y pasó por los Estados Unidos, Europa y Japón."
En 1995 Darby publicó Vibrator, que seguía en parte la dirección musical de Symphony or Damn; era una ecléctica compilación de un amplio elenco de estilos, desde el Hard rock hasta el Soul o el Jazz. Terence declararía sobre su título:

"El título del álbum refleja mi creencia de que las vibraciones existen en todo" 
Terence Trent D'Arby

El disco vendría acompañado de un cambio de imagen; emprende una gira mundial con el pelo corto y rubio, y edita dos singles "Holding on to you" y "Vibrator"
El álbum tuvo una muy buena acogida, entre la crítica, y, también comercialmente, aunque sin alcanzar el éxito comercial de su debut.
Tras la gira del disco, graba una versión gospel del tema del clásico del Soul, Sam Cooke, A Change Is Gonna Come, para el álbum The Promised Land, un disco para una homónima serie acerca de las raíces de la historia estadounidense; en 1996, graba asimismo el tema "I Love Every Little Thing About You" con Miki Howard.
Durante los años 90, sus relaciones con su discográfica, Columbia Records, se fueron deteriorando, lo que provocó la salida del artista del sello, en 1996. A ello le siguió un contrato de cuatro años con Java Records, período durante el cual grabó un disco que permaneció inédito, titulado "Terence Trent D'Arby's Solar Return". En 2000, compró los derechos del trabajo inédito, y dejó tanto a la compañía, como al que era a la sazón su equipo de Management, Lippman Entertainment.
En 1999 D'Arby se unió temporalmente a INXS durante cuatro canciones, para reemplazar a su amigo Michael Hutchence (fallecido en 1997), en su actuación en las Olimpiadas de 2000 en Sidney.

### Como Sananda Maitreya
El artista adoptó el nombre de Sananda Maitreya, tras un periodo de crisis, y tras una serie de sueños encadenados. Su nombre se modificó legalmente como Sananda Maitreya el 4 de octubre de 2001. Según declaró el artista en una entrevista; 

"Terence Trent D'Arby estaba muerto...vio su sufrimiento mientras fallecía en una noble muerte" Sananda Maitreya

Ello fue percibido por crítica y público como un intento de reinventarse artísticamente y liberarse de lo que percibía como una manifestación opresiva de su contrato con Columbia, pero no fue así, porque su contrato acabó en 1998.
El 2001 vio a Maitreya trasladarse a Europa; en primer lugar a Alemania, asentándose en Múnich, donde creó su propio sello independiente, llamado Treehouse Publishing. 
Este año también se publicó su primer trabajo en seis años; el disco, titulado Wildcard, fue el resultado de reestructurar y completar Terence Trent D'Arby's Solar Return; el disco tuvo un cálido recibimiento entre la crítica, e inicialmente estaba disponible gratuitamente a través de su web, y más tarde fue comercialmente publicado gracias a un contrato restringido a la publicación de un único álbum, con Universal Music.
En 2002 Maitreya se trasladó Milán, Italia, y empezó a trabajar en su siguiente proyecto, Angels & Vampires - Volume I. En 2003 se publica su "Greatest Hits" que hace un recorrido por el eclecticismo de los diversos aspectos de su carrera; mientras, demos primitivas de los temas correspondientes al primer volumen de "Angels & Vampires", fueron inicialmente publicadas en la web a través del servicio "Weedshare", permitiendo a los fanes comprobar la evolución del trabajo. 
El 29 de julio de 2005, el disco completo, ya producido y masterizado fue publicado a través de su página web, en formato mp3.
En julio de 2005 Maitreya empezó a trabajar en Angels & Vampires - Volume II, publicádolo paso a paso conforme iba grabando las canciones. El 29 de abril de 2006, publicó en su web el disco completo ya con sus últimos retoques. Maitreya reside actualmente en Milán, Italia; ha actuado en España en varias ocasiones ya como Sananda Maitreya, una de ellas en un concierto gratuito patrocinado por el Ayuntamiento de Madrid, en las Fiestas de San Isidro.
En el año 2008 publicó Nigor Mortis
Sus siguientes trabajos dieron como resultado The sphinx en el año 2011, Return to zooathalon en 2013, y en este 2014 The rise of the zugebrian time lords', basado en 2 capítulos con tres canciones cada uno; 'Scarabeo'
(The Hypothesis of Hippopotamus / The Mission Begins), y 'Snowglobia'

## Cine
Maitreya ha figurado en dos películas; su debut fue en la producción de 1999 "Clubland", además de la serie de la CBS Shake, Rattle and Roll donde interpretó el papel del cantante de Soul Jackie Wilson. Asimismo su música ha sido incluida en varias películas y series de televisión, de las cuales una de las más destacadas es la producción de 1991 Frankie and Johnny, con Michelle Pfeiffer y Al Pacino, para la que escribió el tema principal.
El tema "Supermodel Sandwich" fue usado para la película de Robert Altman Prêt-à-Porter, y los temas "Letting Go From The Fan" y "Some Birds Blue" en la película "Love Beat The Hell Outta Me". En 1994, colabora en Beverly Hills Cop III con el tema "Right Thing, Wrong Way".
Asimismo, el tema "What Shall I do?" ha figurado también en un episodio de la popular serie del canal UPN, "Girlfriends."

## Colaboraciones
- Maitreya aparece en A Stronger Man, un tema de música electrónica de la banda Everything But The Girl.
- Hizo asimismo un dueto con Des'ree en el tema de D'Arby "Delicate", del disco Symphony or Damn.
- D'Arby también aparece haciendo un dueto con Miki Howard en un reciente sencillo publicado por esta última.

## Sus distintos nombres
Sananda Maitreya nació como Terence Trent Howard. Su nombre artístico, Terence Trent D'Arby, procede de haber adoptado el primer apellido de su padre adoptivo, James Benjamin Darby's, e incluir un apóstrofo. Inicialmente y en sus primeros años, al unirse al grupo The Touch usó simplemente Terence Trent Darby, sin apóstrofo. 
Por otro lado, su nombre reciente, Sananda Maitreya, le sobrevino al artista en una serie de sueños encadenados, tras una crisis personal, tras lo cual consideró que reflejaba mejor su personalidad actual que su nombre artístico de entonces.
Según el artista: 

"Tras un intenso dolor, medité para conseguir un nuevo espíritu, una nueva voluntad, una nueva identidad."
Sananda Maitreya

## Discografía
- Early Works (1989) (The Touch & Terence Trent D'Arby, originalmente publicado como "Love on time" en 1984)
- Introducing the Hardline According to Terence Trent D'Arby (1987)
- Neither Fish Nor Flesh (A Soundtrack of Love, Faith, Hope & Destruction) (1989)
- Symphony or Damn (Exploring the Tension Inside the Sweetness) (1993)
- Vibrator (1995)
- Wildcard (2001)
- Angels and Vampires, Vol I (2005)
- Angels and Vampires, Vol II (2006) (Sólo disponibles a través de su web)
- Nigor Mortis,(2007-2008) (Sólo disponibles a través de su web)
- The Sphinx (2011)
- Return to Zooathalon (2013)
- The Rise Of The Zugebrian Time Lords (2014)